# بیوض
بیوض یک روستا در ایران است که در دهستان غیزانیه واقع شده‌است. بیوض ۱۱۸ نفر جمعیت دارد.